# Jour de l'occupation de la République de Lettonie
Le jour de l'occupation de la République de Lettonie (Letton: atvijas Republikas okupācijas diena) est une journée officielle de commémoration en Lettonie qui est célébrée chaque 17 juin. Il commémore l'occupation soviétique de la Lettonie en 1940.

## Histoire
Dans la nuit du 15 juin 1940, un incident frontalier a lieu à Masļenki, opposant les gardes-frontières soviétiques à leur homologues lettons. L'affrontement donne lieu à la mort de trois gardes-frontières lettons et l'épouse de leur chef ainsi qu'à l'arrestation de 10 gardes-frontières et de 16 civils lettons par les soviétiques.
Le lendemain, le commissaire du peuple aux Affaires étrangères de l'Union soviétique, Viatcheslav Molotov, lit l'ultimatum du gouvernement de l'URSS à l'envoyé letton à Moscou, le lieutenant-colonel Fricis Kociņš, dans lequel il exige la démission du gouvernement letton, ainsi que l'entrée d'un contingent illimité de troupes soviétiques en Lettonie. Le gouvernement letton ayant accepté les termes de cet ultimatum, les unités de l'Armée rouge sont autorisées à entrer en Lettonie.
Le matin du 17 juin 1940, les troupes soviétiques franchissent la frontière, envahissent la Lettonie et occupent les ponts, les bureaux de poste, de téléphone, de télégraphe et de radiodiffusion. Le même jour, Andrei Vishinski, vice-président du Conseil des commissaires du peuple de l'Union soviétique, se présente au président letton Kārlis Ulmanis comme envoyé spécial soviétique. Deux jours plus tard, Vishinski rend de nouveau visite à Ulmanis, cette fois pour lui remettre la liste, approuvée préalablement par Moscou, des nouveaux membres du cabinet du gouvernement letton. Peu de temps après, les administrateurs de l'État sont liquidés et remplacés par des cadres soviétiques, au cours desquels 34 250 Lettons sont déportés ou tués et la Lettonie est incorporée de force à l'Union soviétique sous le nom de République socialiste soviétique de Lettonie.
Le Jour de l'occupation soviétique est devenu un jour de commémoration officiel le 18 mai 2000.

### Source d'inspiration
Le président intérimaire de la Moldavie, Mihai Ghimpu, également institue en 2010 un Jour de l'occupation soviétique pour commémorer l'occupation soviétique du 28 juin 1940, mais la Cour constitutionnelle annule son décret le 12 juillet 2010. La Géorgie déclare, en 2012, le 25 février Jour de l'occupation soviétique pour commémorer l'invasion de la Géorgie par l'Armée rouge en 1921,.

## Voir également
- Occupation soviétique de la Lettonie en 1940
- Occupation et annexion des pays baltes
- Invasion soviétique de la Géorgie
- Occupation soviétique de la Bessarabie et de la Bucovine du Nord